# 南福克鎮區 (伊利諾伊州克里斯蒂安縣)
南福克鎮區（英語：South Fork Township）是位於美國伊利諾伊州克里斯蒂安縣的一個行政鎮區。

## 地方資料
根據2010年美國人口普查的數據，南福克鎮區的面積為170.40平方千米，當中陸地面積為160.90平方千米，而水域面積為9.50平方千米。當地共有人口2639人，而人口密度為每平方千米15.49人。